# Kosznajderia
Kosznajderia lub Kosznajdry (niem. Koschneiderei) – dawny region etnograficzny na Pomorzu Gdańskim, na pograniczu Kaszub, Borów Tucholskich i Krajny, w trójkącie Chojnice – Tuchola – Kamień Krajeński, zasiedlony w XIV–XV w. przez ludność niemiecką wyznania rzymskokatolickiego, sprowadzoną głównie z okolic Osnabrück. Stolicą regionu jest Ostrowite.
Czynnikami kształtującymi poczucie odrębności tej wspólnoty były: odrębny dialekt (zbliżony do języka holenderskiego), zwarte terytorium oraz odrębna kultura ludowa, w tym stroje szczególnie kobiece.

## Etymologia
Nazwa Kosznajderia prawdopodobnie pochodzi od nazwiska Kossniewski. Był to urzędnik starostwa tucholskiego, opiekujący się tymi terenami od 1484 roku. Inne wyjaśnienia:
- od niemieckiego słowa kouzen, czyli paplać. Jako ludzie mówiący inaczej – językiem dolnoniemieckim Kosznajdrzy tak mieli zostać nazwani przez swoich najbliższych sąsiadów władających średnio – i wysokoniemieckim;
- ze zbitki polskich słów kosa i żniwiarz, gdyż właśnie w oczach polskich sąsiadów osiedleńcy z dolnych Niemiec poświęcali się całkowicie pracy na roli;

## Nazwiska potomków społeczności kosznajderskiej
Panske, Senske, Rink, Renk, Pankau, Rosentreter, Kuchenbecker, Schwemin, Semrau, Latzke, Janowitz, Wollschleger (linia szlacheckiej rodziny Wollschleger vel Wolszlagier), Sawatzki, Patzke, Riesopp, Behrendt, Brügmann,  Musolf, Nelke, Weiland, Papenfuss, Gersch, Schreiber, Thiede, Behnke, Brauer, Gatz, Hoppe, Scheffler, Schwanitz, Warnke, Prill, Ruhnke, Rhode, Theuss, Schmelter, Folleher, Ortmann, Hackert, Grabo, Grabowitz, Ott.

## Znani ludzie wywodzący się ze społeczności kosznajderskiej
- Augustyn Rosentreter – biskup chełmiński,
- Joseph Rink – duchowny katolicki, historyk,
- Paul Panske – autor rozpraw naukowych dotyczących społeczności.